# Liste von Sakralbauten im Landkreis Harz
Die Liste von Sakralbauten im Landkreis Harz nennt bestehende und ehemalige Kirchengebäude und sonstige Sakralbauten im Landkreis Harz.

## Christentum
Im Landkreis Harz existieren über 100 Kirchengebäude, von denen die meisten zur Evangelischen Kirche in Mitteldeutschland zählen. Die ältesten Gotteshäuser des Kreises entstanden in der Zeit der Erstbesiedlung des Harzes im Hochmittelalter. Von herausragender baugeschichtlicher Bedeutung sind die vorhandenen romanischen Kirchen.

### Evangelische Kirchengebäude
| Abbildung                                                    | Ort                                    | Kirche                             | Hauptbauzeit                                                        | Orgel                                                             | Besonderheiten                                                                                                 | Links                                |
| ------------------------------------------------------------ | -------------------------------------- | ---------------------------------- | ------------------------------------------------------------------- | ----------------------------------------------------------------- | --- | ------------------------------------ |
|                                                              | Nordharz, OT Abbenrode                 | St. Andreas                        | 15. Jh., 1695                                                       | Christoph Cuntzius, 1708                                          | |                                      |
|                                                              | Huy, OT Aderstedt                      | St. Trinitatis                     | 17. Jh.                                                             | Ernst Röver 1896, barocker Prospekt                               | |                                      |
|                                                              | Harzgerode, OT Alexisbad               | Petruskapelle                      | 1815                                                                |                                                                   | Klassizistische Rotunde                                                                                        |                                      |
|                                                              | Thale, OT Allrode                      | St. Petrus                         | 1838–51                                                             | Knauf & Sohn, 1851, II/P 14                                       | |                                      |
|                                                              | Thale, OT Altenbrak                    | Kirche Altenbrak                   | 1901                                                                |                                                                   | Holzverschalter Fachwerkbau, im Erdgeschoss ehemals die Schule, darüber die Kirche                             |                                      |
|                                                              | Ilsenburg, OT Altenrode                | St. Katharinen                     | 12. Jh.                                                             |                                                                   | |                                      |
|                                                              | Huy, OT Badersleben                    | St. Sixti                          | Turm 13. Jh., Schiff 1719                                           | bar. Prospekt, Werk 1870, II/P 25                                 | |                                      |
|                                                              | Ballenstedt, OT Badeborn               | St. Viti                           | Saalkirche ursp. 13. Jh., 1874 weitgehend erneuert                  | Emil Reubke 1885, II/P 20                                         | |                                      |
|                                                              | Quedlinburg OT Bad Suderode            | Alte Kirche                        | Im Kern spätromanisch, später mehrfach, vor allem 1874 überarbeitet |                                                                   | |                                      |
|                                                              | Ballenstedt                            | St. Nikolai                        | Saalkirche um 1500 mit spätromanischem Turm                         | bar. Prospekt, Werk 1957, II/P 27                                 | |                                      |
|                                                              | Oberharz am Brocken, OT Benneckenstein | St. Laurentius                     | 1852                                                                |                                                                   | |                                      |
|                                                              | Wernigerode, OT Benzingerode           | Dorfkirche                         | 1901                                                                | Firma Furtwängler & Hammer                                        | |                                      |
|                                                              | Blankenburg                            | St. Bartholomäi                    | 1203 erstmals genannt; 1370/80 erweitert                            | W. Boden 1839, 1931 erweitert, III/P 33                           | |                                      |
|                                                              | Harzgerode, OT Dankerode               | Unser Lieben Frauen                | Spätromanischer Chorturm, Schiff zwischen 1692/1725 umgebaut        |                                                                   | |                                      |
|                                                              | Danstedt                               | St. Ulrich                         | 1720, Turm mittelalterlich                                          | Ladegast & Sohn II P/24, 1888                                     | |                                      |
|                                                              | Ilsenburg, OT Darlingerode             | St. Laurentius                     | 11. Jh.                                                             |                                                                   | |                                      |
|                                                              | Deesdorf                               | St. Valentin                       | 1483                                                                | Anonym um 1830 I/P 10                                             | Relativ reiche barocke Ausstattung                                                                             |                                      |
|                                                              | Blankenburg, OT Derenburg              | St. Trinitatis                     | 17. Jh.; Westbau 2. H. 13. Jh.                                      | Ladegast 1888 II P/25, Prospekt 1777                              | |                                      |
|                                                              | Ditfurt                                | St. Bonifatius                     | 1901–1903                                                           | Röver 1903, barocker Prospekt                                     | |                                      |
|                                                              | Falkenstein/Harz, OT Ermsleben         | St. Sixtus                         | 15./16. Jh.                                                         | Voigt, 1860                                                       | |                                      |
|                                                              | Ilsenburg, OT Drübeck                  | St. Bartholomäus                   | 1880/90                                                             |                                                                   | |                                      |
|                                                              | Huy, OT Eilsdorf                       | Dorfkirche                         | 16. Jh.                                                             |                                                                   | |                                      |
|                                                              | Elbingerode                            | St. Jakobi                         | 1863                                                                | 1866                                                              | Dreischiffige neugotische Hallenkirche, C. W. Hase                                                             |                                      |
|                                                              | Oberharz, OT Elend                     | Holzkirche                         | 1897                                                                |                                                                   | Kleinste Holzkirche Deutschlands                                                                               |                                      |
|                                                              | Halberstadt, OT Emersleben             | St. Petri                          | 1742, rom. Turm                                                     | Rühlmann 1900                                                     | |                                      |
|                                                              | Thale, OT Friedrichsbrunn              | Bonhoeffer-Kirche                  | 1880                                                                |                                                                   | |                                      |
|                                                              | Gernrode                               | Stiftskirche St. Cyriakus          | 959–1130                                                            | Schuster II/P 27                                                  | Berühmtes romanisches Heiliges Grab, Straße der Romanik                                                        |                                      |
|                                                              | Harzgerode OT Güntersberge             | St. Martini                        | 1859/71                                                             | C. Voigt                                                          | |                                      |
|                                                              | Halberstadt                            | St. Martini                        | 13./14. Jh.                                                         | Prospekt der Gröninger Orgel, Werk Schulze (Paulinzella) III/P 59 | Stadtbildprägende verschieden hohe Turmspitzen                                                                 |                                      |
|                                                              | Halberstadt                            | Dom St. Stephanus und St. Sixtus   | 1209–1401                                                           | Eule IV/P 66                                                      | Größter deutscher Domschatz, berühmte mittelalterliche Skulpturen und Glasmalereien                            |                                      |
|                                                              | Halberstadt                            | Liebfrauenkirche                   | 1089–1200                                                           | Schuster II/P 15                                                  | Berühmte mittelalterliche Chorschranken                                                                        |                                      |
|                                                              | Halberstadt                            | St. Moritz                         | 12./13. Jh.                                                         | barocker Prospekt, Werk mehrfach verändert, II/P 29               | |                                      |
|                                                              | Halberstadt                            | St. Johannis                       | 1646–48                                                             | barocker Prospekt, Werk A. Hülle III/P 37                         | Eine der größten Fachwerkkirchen Deutschlands                                                                  |                                      |
|                                                              | Halberstadt                            | St. Burchard                       | 13. Jh.                                                             | Hüfken                                                            | John-Cage-Orgelprojekt Daueraufführung                                                                         |                                      |
|                                                              | Halberstadt                            | St. Peter und Paul                 | 1363–1498                                                           |                                                                   | Nach Kriegsschaden gesprengt                                                                                   |                                      |
|                                                              | Harsleben                              | St. Simon und Judas                | 1602                                                                | Rückpositiv der Gröninger Orgel                                   | |                                      |
|                                                              | Halberstadt                            | Dorfkirche Klein Quenstedt         | 12./13. Jh.                                                         | J. A. Papenius 1741                                               | |                                      |
|                                                              | Harzgerode                             | St. Marien                         | 17. Jh.                                                             | Röver 1899 in klassizist. Prospekt                                | |                                      |
|                                                              | Oberharz am Brocken, OT Hasselfelde    | St. Antonius                       | 1845–1851                                                           |                                                                   | Große dreischiffige Basilika, 1845–1851 nach Plan von Carl Theodor Ottmer in historisierendem Mischstil erbaut |                                      |
|                                                              | Wernigerode, OT Hasserode              | Christuskirche                     | 1908/1909                                                           |                                                                   | |                                      |
|                                                              | Wernigerode, OT Hasserode              | Konkordienkirche                   | 1847                                                                |                                                                   | Wird heute nur noch als Gemeindehaus genutzt.                                                                  |                                      |
|                                                              | Hedersleben                            | St. Trinitatis                     | 1713/14                                                             | Emil Reubke                                                       | |                                      |
|                                                              | Blankenburg, OT Heimburg               | Dorfkirche                         | 18. Jh.                                                             |                                                                   | |                                      |
| Kanzel der Dorfkirche in Heteborn, Gemeinde Selke-Aue        | Selke-Aue, OT Heteborn                 | Dorfkirche                         | 1714–1715                                                           | Adolf Reubke, 1848                                                | |                                      |
|                                                              | Nordharz, OT Heudeber                  | St. Stephani                       | 1834–1838                                                           |                                                                   | |                                      |
|                                                              | Blankenburg, OT Hüttenrode             | Dorfkirche                         | 1746/49                                                             |                                                                   | Nach Blitzschlag 1975 Ruine.                                                                                   |                                      |
|                                                              | Ilsenburg (Harz)                       | Marienkirche                       | 1870                                                                |                                                                   | |                                      |
|                                                              | Ilsenburg (Harz)                       | Klosterkirche                      | 12. Jh., Umbau im 18. Jh.                                           |                                                                   | |                                      |
|                                                              | Halberstadt, OT Langenstein            | St. Franziskus, später St. Nikolai |                                                                     |                                                                   | ursprünglich katholisch, 2019 an evangelische Kirchengemeinde verkauft                                         |                                      |
|                                                              | Falkenstein, OT Meisdorf               | Dorfkirche                         | 1686                                                                |                                                                   | |                                      |
|                                                              | Schwanebeck, OT Nienhagen              | St. Martini                        | 1821                                                                |                                                                   | |                                      |
|                                                              | Ballenstedt, OT Opperode               | St. Petrus                         | 1891                                                                |                                                                   | |                                      |
|                                                              | Osterwieck                             | St. Nicolai                        | Schiff 1583, romanischer Turm.                                      |                                                                   | |                                      |
|                                                              | Osterwieck                             | St. Stephani                       | Westbau M. 12. Jh., Schiff 1516                                     | Voigt (1866), II P/23                                             | |                                      |
|                                                              | Falkenstein, OT Pansfelde              | St. Johannis                       | 18. Jh.                                                             |                                                                   | |                                      |
| Aegidiikirche Quedlinburg                                    | Quedlinburg                            | St. Aegidii                        | 1179                                                                | Orgelbauer Nothnagel, 1651                                        | 14-tägliches Taizégebet                                                                                        |                                      |
| Marktkirche Sankt Benediktii Quedlinburg, Ansicht von Norden | Quedlinburg                            | St. Benedikti                      | 1233                                                                | Röver-Orgel (Hausneindorf)                                        | |                                      |
| Blasiikirche Quedlinburg                                     | Quedlinburg                            | St. Blasii                         | um 1267                                                             | Röver-Orgel (Hausneindorf)                                        | profaniert |                                      |
| St. Johannis Quedlinburg                                     | Quedlinburg                            | St. Johannis                       | 1906                                                                | Röver-Orgel (Hausneindorf)                                        | |                                      |
| Johanniskapelle Quedlinburg                                  | Quedlinburg                            | Johanniskapelle                    | 12. Jhd.                                                            |                                                                   | älteste erhaltene Kirchenglocken der Stadt (13. Jhd.)                                                          |                                      |
| Nikolaikirche Quedlinburg                                    | Quedlinburg                            | St. Nikolai                        | 1222                                                                | Röver-Orgel (Hausneindorf)                                        | |                                      |
| Stiftskirche Sankt Servatii, Quedlinburg                     | Quedlinburg                            | Stiftskirche St. Servatius         | 1129                                                                | Alexander Schuke Potsdam, 1971                                    | gehört zum UNESCO-Weltkulturerbe, Domschatzkammer                                                              | Eigentümer ist die Stadt Quedlinburg |
|                                                              | Osterwieck, OT Rhoden                  | St. Vitus                          | Im Kern got., Umbau 18. Jh.                                         |                                                                   | |                                      |
|                                                              | Oberharz am Brocken, OT Rübeland       | Dorfkirche                         | 1868                                                                |                                                                   | |                                      |
|                                                              | Wernigerode, OT Schierke               | Alte Kirche Schierke               | 17. Jh.                                                             |                                                                   | Bei mehrfachem Umbau bis zur Unkenntlichkeit verändert                                                         |                                      |
|                                                              | Wernigerode, OT Schierke               | Bergkirche                         | 1876–1881                                                           |                                                                   | |                                      |
|                                                              | Huy, OT Schlanstedt                    | St. Martini                        |                                                                     |                                                                   | |                                      |
|                                                              | Schwanebeck                            | St. Petri                          | 14. Jh.; 17. Jh.                                                    |                                                                   | |                                      |
|                                                              | Oberharz, OT Stiege                    | Stabkirche Stiege                  | 1905                                                                |                                                                   | Erbaut nach dem Vorbild der Stabkirche Wang                                                                    |                                      |
|                                                              | Nordharz, OT Stapelburg                | Evangelische Kirche                | 19. Jh.                                                             |                                                                   | |                                      |
|                                                              | Oberharz am Brocken, OT Tanne          | Dorfkirche                         | 1693 bis 1698                                                       | Robert Knauf Bleicherode                                          | Flügelaltar |                                      |
|                                                              | Thale                                  | St. Petri                          | 1904/1905                                                           | Rühlmann 1906, II/P 21                                            | |                                      |
|                                                              | Thale                                  | St. Andreas                        | um 1590, barock erneuert                                            |                                                                   | |                                      |
|                                                              | Oberharz am Brocken, OT Trautenstein   | St. Salvator                       | 1701                                                                |                                                                   | |                                      |
|                                                              | Huy, OT Vogelsdorf                     | St. Nicolai                        | Turm 13. Jh., Schiff 17. Jh., im 19. Jh. erweitert                  |                                                                   | |                                      |
|                                                              | Selke-Aue OT Wedderstedt               | Dorfkirche                         |                                                                     |                                                                   | Mittelalterlicher Westturn, barocker Saal, heute Ruine                                                         |                                      |
|                                                              | Wegeleben                              | St. Peter und Paul                 | im Kern wohl 13. Jh., um 1700 umgebaut                              |                                                                   | |                                      |
|                                                              | Halberstadt, OT Sargstedt              | St. Stephanus                      | Turm romanisch, Saal 1859                                           |                                                                   | |                                      |
|                                                              | Halberstadt, OT Wehrstedt              | St. Laurentius                     | 1194                                                                |                                                                   | Ruine, 1991 freigelegt und 1993 wiederhergestellt                                                              |                                      |
|                                                              | Wernigerode                            | Liebfrauenkirche                   | nach 1751                                                           |                                                                   | |                                      |
|                                                              | Wernigerode                            | St. Johannis                       | 13. Jh.                                                             |                                                                   | |                                      |
|                                                              | Wernigerode                            | St. Sylvestri                      | Rom., gotisch, barock und neugot. umgebaut                          | 1790, II P/26                                                     | |                                      |
|                                                              | Wernigerode                            | St.-Georgii-Kapelle                | 1868/69                                                             |                                                                   | |                                      |
|                                                              | Thale OT Westerhausen                  | St. Stephani                       | rom./got., barock umgebaut                                          |                                                                   | |                                      |

### Katholische Kirchengebäude
| Abbildung | Ort                                 | Kirche                              | Hauptbauzeit                     | Orgel                                                       | Besonderheiten                                                                               | Links                         |
| --------- | ----------------------------------- | ----------------------------------- | -------------------------------- | ----------------------------------------------------------- | -------------------------------------------------------------------------------------------- | ----------------------------- |
|           | Wegeleben, OT Adersleben            | St. Nikolaus                        | um 1751                          |                                                             | ehemalige Klosterkirche                                                                      | Kloster Adersleben            |
|           | Huy, OT Badersleben                 | St. Peter und Paul                  |                                  | Wilhelm Rühlmann sen., 1896                                 | ehemalige Klosterkirche                                                                      | Kloster Badersleben           |
|           | Ballenstedt                         | St. Elisabeth                       | 1931–1933                        |                                                             |                                                                                              |                               |
|           | Blankenburg (Harz)                  | St. Josef                           | 1882                             |                                                             |                                                                                              |                               |
|           | Oberharz am Brocken, OT Elbingerode | St. Andreas                         |                                  |                                                             | 1975 aus ehemaliger Friedhofskapelle entstanden, 2023 profaniert                             |                               |
|           | Halberstadt                         | St. Andreas                         | 13. Jahrhundert                  |                                                             | Franziskanerkloster Halberstadt                                                              |                               |
|           | Halberstadt                         | St. Katharinen                      | 1360 vollendet                   | um 1873 erbaut, Barockgehäuse von Vorgängerorgel            | ehemalige Klosterkirche                                                                      |                               |
|           | Harzgerode                          | St. Johannes Baptist                | 1953                             |                                                             | 2022 profaniert                                                                              |                               |
|           | Hedersleben                         | St. Gertrud                         | 1717 vollendet                   |                                                             | - romanischer Turm der Vorgängerkirche - 1566–1713 Simultankirche                            | Kloster St. Maria und Gertrud |
|           | Huy                                 | Mariä Himmelfahrt                   | 1121 geweiht, mehrfach verändert | Adolar Papenius, 1760, später Orgelwerk erneuert            | Benediktinerkloster                                                                          | Huysburg                      |
|           | Ilsenburg                           | St. Benedikt                        | 1934–1935                        | keine Pfeifenorgel                                          | Architekt Wilhelm Ulrich                                                                     |                               |
|           | Osterwieck                          | St. Joseph                          | 1888                             | Anton Feith, Inhaber der Eggert Orgelbau-Anstalt, Paderborn | 2022 profaniert                                                                              |                               |
|           | Quedlinburg                         | St. Mathilde                        | 1855–1858                        |                                                             | - gebaut von Friedrich von Schmidt - Triptychon von Meinolf Splett - gotische Pieta von 1400 |                               |
|           | Quedlinburg                         | St. Wiperti                         | älteste Teile 10. Jahrhundert    | Johannus opus 25 (elektronische Orgel)                      |                                                                                              |                               |
|           | Schwanebeck                         | Zum Allerheiligsten Altarssakrament | 1334                             |                                                             |                                                                                              |                               |
|           | Thale                               | Herz-Jesu                           | 1910–1911                        |                                                             |                                                                                              |                               |
|           | Wernigerode                         | Unbefleckte Empfängnis              | 1905–1906                        | Eggert Orgelbau-Anstalt, 1906, später verändert             |                                                                                              |                               |

## Judentum
- Klaussynagoge, Halberstadt
- Synagoge Halberstadt